# Équipe de Bulgarie espoirs de football
Maillots
L'équipe de Bulgarie espoirs de football réunit les joueurs de moins de 21 ans bulgares sous l'égide de la fédération de Bulgarie de football.
Les joueurs ne doivent pas être âgés de plus de 21 ans au début de la campagne de qualifications pour les championnats d'Europe de football espoirs. Des joueurs de 23 ans ayant participé aux qualifications peuvent donc participer à cette compétition.

## Histoire
- Tournoi de Toulon
  - Vainqueur : 1976 et 1986  
  - Finaliste : 1977 1987 et 1989 
  - Troisième : 1988

## Parcours au Championnat d'Europe espoirs
- 1978 : Demi-finale
- 1980 : Non qualifié
- 1982 : Non qualifié
- 1984 : Non qualifié
- 1986 : Non qualifié
- 1988 : Non qualifié
- 1990 : Quart de finale
- 1992 : Non qualifié
- 1994 : Non qualifié
- 1996 : Non qualifié
- 1998 : Non qualifié
- 2000 : Non qualifié
- 2002 : Non qualifié
- 2004 : Non qualifié
- 2006 : Non qualifié
- 2007 : Non qualifié
- 2009 : Non qualifié
- 2011 : Non qualifié
- 2013 : Non qualifié
- 2015 : Non qualifié
- 2017 : Non qualifié
- 2019 : Non qualifié

## Sélection actuelle

### Effectif
Les joueurs suivants ont été appelés pour disputer une série de matchs amicaux contre la Hongrie et la Serbie les 23 et 27 septembre 2022.
Les joueurs en gras indiquent que ces derniers ont au moins disputé une rencontre officielle avec l'équipe sénior.
Gardiens
- Damyan Hristov
- Hristiyan Slavkov
- Nikola Videnov

Défenseurs
- Dimo Krastev
- Martin Hristov
- Rosen Stefanov
- Velislav Boev
- Martin Stoychev
- Lazar Boyanov

Milieux
- Stanislav Shopov
- Martin Atanasov
- Kristiyan Stoyanov
- Kristiyan Stoyanov
- Stoyan Stoichkov
- Martin Smolenski
- Biser Bonev

Attaquants
- Martin Sorakov
- Borislav Stankov
- Ivan Tasev
- Simeon Aleksandrov
- Valentin Nikolov
- Stanislav Dyulgerov
- Mark-Emilio Papazov

### Appelés récemment
Les joueurs ayant été appelés ces douze derniers mois figurent dans cette liste.
Gardiens
- Kristian Tomov (contre la Suisse, le 12 octobre 2021)

Défenseurs
- Atanas Chernev (contre Gibraltar, le 11 juin 2022)

Milieux
- Marin Petkov (contre Gibraltar, le 11 juin 2022)
- Emanuel Mirchev (contre la Suisse, le 12 octobre 2021)

Attaquants
- Martin Petkov (contre Gibraltar, le 11 juin 2022)